# ジャン・ミュラ
ジャン・ミュラ（Jean Murat；1887年7月13日 - 1968年1月5日）は、フランスアキテーヌ地域圏ドルドーニュ県ペリグー出身の俳優。

## 来歴・人物
第一次世界大戦中にパリの日刊新聞のベルリン駐在特派員となる。第一次大戦後、ロジェ・リヨン監督と知り合い、1923年に映画デビューを果たす。以降1964年までの長きに渡り、フランス映画だけでなくハリウッド映画、ドイツ映画にも出演し、国際的に活躍した。

## エピソード
- アナベラとの間に娘アンヌがいる。親権はアナベラが持ち、彼女は娘を連れて、映画『スエズ』(1938)で共演したアメリカの俳優タイロン・パワーと再婚した。

## 主な出演作品
- 『装へる夜』- L'Homme à l'Hispano (1933)
- 『第二情報部』- Deuxième bureau(1935)
- 『最後の戦闘機』- L'Équipage (1935)
- 『女だけの都』-La Kermesse héroïque  (1935)
- 『夜の空を行く』- Anne-Marie (1936)
- 『流血船エルシノア』- Les Mutinés de l'Elseneur (1936)
- 『狙われた男』- L'Homme à abattre (1936)
- 『悲恋』- L'Éternel retour (1943)
- 『夜はわがもの』- La Nuit est à nous (1953)
- 『南仏夜話・夫（ハズ）は僞者』-On the Riviera (1955)
- 『チャタレイ夫人の恋人』-L'Amant de lady Chatterley  (1955)
- 『パリの狐』-Der Fuchs von Paris  (1957)
- 『酒と女とピストルと』-Ces dames préfèrent le mambo  (1957)
- 『レ・ミゼラブル』-Les Misérables (1958)
- 『パリの休日』-Paris Holiday  (1958)
- 『カチューシャ物語』-Auferstehung  (1958)
- 『大家族』-Les Grandes familles  (1958)
- 『危険なデイト』-I Piaceri del sabato notte  (1960)
- 『新7つの大罪』-Les Sept péchés capitaux  (1962)